# (467115) 2016 EK68
(467115) 2016 EK68 es un asteroide perteneciente al cinturón de asteroides, descubierto el 24 de febrero de 2006 por el equipo Spacewatch desde el Observatorio Nacional de Kitt Peak (Arizona, Estados Unidos).